# Eichmann em Jerusalém

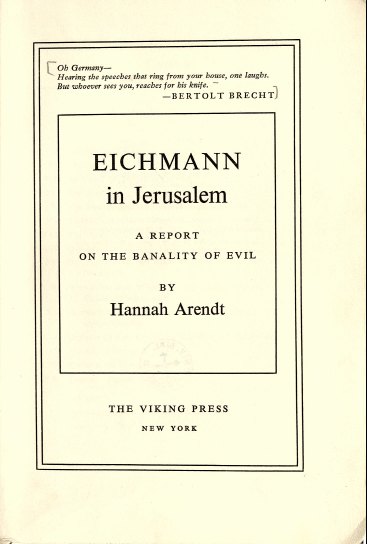
Página do livro Eichmann em Jerusalém

Eichmann em Jerusalém - Um relato sobre a banalidade do mal  (Original em inglês: Eichmann in Jerusalem: A Report on the Banality of Evil) é um livro da filósofa política alemã de origem judaica Hannah Arendt, sobre o julgamento de Adolf Eichmann, em Jerusalém, publicado em 1963. Arendt, judia alemã que havia fugido do regime nazista, cobriu o processo de Eichmann numa série de cinco artigos para a revista The New Yorker, os quais mais tarde dariam origem ao livro.

## Resenha
Em 1960, Adolf Eichmann foi capturado na cidade de Buenos Aires pelo Mossad (Instituto para Inteligência e Operações Especiais de Israel) e levado até Jerusalém, para o que deveria ser o mais midiático julgamento de um nazista desde o tribunal de Nuremberg. Segundo Arendt, durante o processo, em vez do monstro sanguinário, que todos esperavam ver, surge um funcionário, um burocrata. É justamente aí que  Hannah Arendt descobre a  banalidade do mal. Numa mescla brilhante de jornalismo político e reflexão filosófica, Arendt investiga a capacidade do Estado de igualar o exercício da violência homicida ao mero cumprimento da atividade burocrática.
Como condenar um funcionário público, honesto e obediente, cumpridor de metas, que não fizera mais do que agir conforme a ordem legal vigente na Alemanha daquela época? A partir dessa questão, Hannah Arendt, explora as implicações do julgamento de Adolf Eichmann. 
Apontado como um monstruoso carrasco nazista, responsável pelo planejamento e operacionalização da chamada "solução final", a figura de Eichmann se apresenta, diante de Arendt como um funcionário pronto a obedecer a qualquer voz imperativa, incapaz de refletir sobre seus atos ou de fugir aos clichês burocráticos. É nesse ponto que Arendt se depara com a confluência entre a capacidade destrutiva e a burocratização da vida pública.

## Dados técnicos da obra
- Título em português: Eichmann em Jerusalém - Um relato sobre a banalidade do mal
- Titulo original (inglês): Eichmann in Jerusalem: A Report on the Banality of Evil
- Autor: Hannah Arendt (1906-1975)
- Ano da edição original: 1963/1964.
- Ano da edição em português: 1999
- Tradução: José Rubens Siqueira
- Editora: Companhia das Letras
- ISBN 85-7164-962-6